# Marvin, North Carolina
Marvin är en ort (village) i Union County i North Carolina. Vid 2010 års folkräkning hade Marvin 5 579 invånare.